# Вавдос
Ва̀вдос (на гръцки: Βάβδος) е село в Егейска Македония, Гърция, част от дем Полигирос в административна област Централна Македония.

## География
Вавдос е село в историко-географската област Мадемохория (Мадемските села). Разположено е в центъра на Халкидическия полуостров в югозападното подножие на планината Хортач на 5 километра южно от Галатища.

## История

### В Османската империя
Александър Синве („Les Grecs de l’Empire Ottoman. Etude Statistique et Ethnographique“) в 1878 година пише, че във Вавдос (Vavdos), Касандрийска епархия, живеят 1500 гърци. Към 1900 година според статистиката на Васил Кънчов („Македония. Етнография и статистика“) във Вавдос живеят 1200 жители гърци християни.
По данни на секретаря на Българската екзархия Димитър Мишев („La Macédoine et sa Population Chrétienne“) в 1905 година във Вавдос (Vavdos) има 1260 гърци.

### В Гърция
В 1912 година, по време на Балканската война, във Вавдос влизат гръцки части и след Междусъюзническата война в 1913 година остава в Гърция. До 2011 година Вавдос е част от дем Антемундас.
| Име          | Име             | Ново име   | Ново име   | Описание                                                     |
| ------------ | --------------- | ---------- | ---------- | ------------------------------------------------------------ |
| Байрамици    | Μπαργιαμίτσι    | Пасхалица  | Πασχαλίτσα |                                                              |
| Бара         | Μπαρα           | Митакас    | Μύτακας    | възвишение на ЮЗ от Вавдос и на С от Неа Тенедос             |
| Меделкадика  | Μεντελκάδικα    | Врахаки    | Βραχακι    | местност на ЮЗ от Вавдос и на С от Неа Тенедос               |
| Даб Лакос    | Νταπ Λάκκος     | Ликотрипа  | Λυκότρυπα  | река на Ю от Вавдос, минаваща през рудника Даб (Барес Лакес) |
| Бакес Лакес  | Μπάκες Λάκες    | Лакес      | Λακκες     | река на Ю от Вавдос, минаваща през рудника Даб (Даб Лакос)   |
| Куру дере    | Κουροϋ Ντερέ    | Ксиролакос | Ξηρόλακκος | река на ЮЗ от Вавдос и на С от Неа Тенедос                   |
| Папация Уври | Παπατσια Ουβροί | Номи       | Νομή       | местност на СИ от Вавдос и на ЮЗ от Агиос Продромос          |

## Личности
Родени във Вавдос
- Георгиос Дельос (1897 – 1980), гръцки писател
- Димитриос Аргиру, гръцки революционер, участник във Войната за независимост
- Николаос Германос (1864 – 1935), гръцки зоолог
- Панкратий Парадисис (1870 – 1952), гръцки духовник